# Edgar Nakladal
Edgar Nakladal (* 6. Juli 1961 in Berlin) ist ein ehemaliger deutscher Sprinter, der sich auf den 400-Meter-Lauf spezialisiert hatte.
Bei den Junioreneuropameisterschaften 1979 gewann er mit der bundesdeutschen Mannschaft in der Besetzung Thomas Giessing, Uwe Schmitt und Hartmut Weber Gold in der 4-mal-400-Meter-Staffel.
1982 wurde er Dritter bei den Deutschen Meisterschaften. Bei den Europameisterschaften in Athen schied er in der ersten Runde des Einzelbewerbs aus und startete mit Erwin Skamrahl, Harald Schmid und Weber im Vorlauf der 4-mal-400-Meter-Staffel eingesetzt. Im Finale, das die bundesdeutsche Stafette gewann, wurde er durch Giessing ersetzt.
Bei den Weltmeisterschaften 1983 in Helsinki startete Nakladal im Zwischenlauf der 4-mal-400-Meter-Staffel. In der Besetzung Skamrahl, Jörg Vaihinger, Nakladal und Schmid qualifizierte sich das bundesdeutsche Quartett für das Finale. Mit Weber anstelle von Nakladal holte es dort die Silbermedaille.
Seine Bestzeit von 45,97 s stellte Nakladal, der für den OSC Berlin startete, am 24. Juni 1983 in Bremen auf.